# Robin Milford
Pour les articles homonymes, voir Milford.
Robin Milford, né le 22 janvier 1903 à Oxford – mort le 9 décembre 1959 à Lyme Regis, est un compositeur britannique, élève de Gustav Holst et Ralph Vaughan Williams et ami de Gerald Finzi.

## Crédits
- (en) Cet article est partiellement ou en totalité issu de l’article de Wikipédia en anglais intitulé « Robin Milford » (voir la liste des auteurs).